# Epanthidium maculatum
Epanthidium maculatum är en biart som beskrevs av Urban 1992. Epanthidium maculatum ingår i släktet Epanthidium och familjen buksamlarbin. Inga underarter finns listade i Catalogue of Life.